# La Chaussée (Vienne)
La Chaussée település Franciaországban, Vienne megyében. Lakosainak száma 187 fő (2022. január 1.). La Chaussée Angliers, Aulnay, Guesnes, Saint-Clair, Saint-Jean-de-Sauves és Verrue községekkel határos.

## Népesség
A település népességének változása:
| Lakosok száma | 195  | 188  | 182  | 180  | 180  | 182  | 185  | 187  |
|               | 2013 | 2015 | 2017 | 2018 | 2019 | 2020 | 2021 | 2022 |